# Antsiranana
Antsiranana (tidligere kendt som Diogo Soares) er en by i den nordlige del af Madagaskar, med et indbyggertal på cirka 100.000. Byen er hovedstad i både  provinsen  af samme navn og regionen Diana. 